# 8420 Angrogna
8420 Angrogna eller 1996 WQ är en asteroid i huvudbältet som upptäcktes den 17 november 1996 av den italiensk-amerikanske astronomen Paul G. Comba vid Prescott-observatoriet. Den är uppkallad efter den italienska staden Angrogna.
Asteroiden har en diameter på ungefär 7 kilometer och den tillhör asteroidgruppen Eunomia.